# 阿吉尔库尔
阿吉尔库尔（法語：Aguilcourt，法語發音：[aɡilkuʁ]）是法国大東部大區埃纳省的一个市镇，属于拉昂区。

## 地理
阿吉尔库尔（49°24'22"N, 3°58'5"E）面积10.57 平方千米，位于法国上法蘭西大區埃纳省，该省份为法国北部内陆省份，北起北部省，西接索姆省和瓦兹省，东临阿登省和马恩省，西南至塞纳-马恩省，东北部与比利时接壤。
与阿吉尔库尔接壤的市镇（或旧市镇、城区）包括：贝特里库尔、叙普河畔孔代、奥兰维尔、瓦里斯库尔、贝尔梅里库尔、科尔米西。

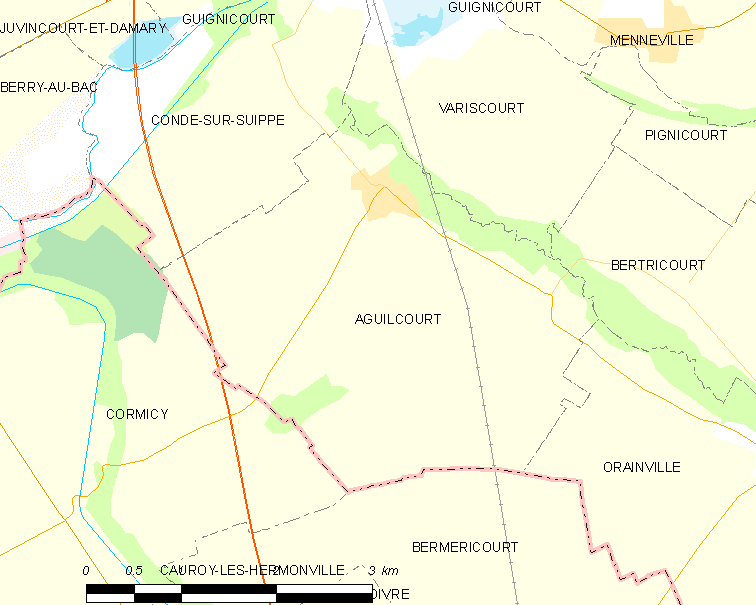
阿吉尔库尔的OSM定位图

阿吉尔库尔的时区为UTC+01:00、UTC+02:00（夏令时）。

## 行政
阿吉尔库尔的邮政编码为02190，INSEE市镇编码为02005。

## 政治
阿吉尔库尔所属的省级选区为埃纳河畔新城县。

## 人口

1962-2008年间阿吉尔库尔人口变化图示

阿吉尔库尔于2022年1月1日时的人口数量为405人。